# 大士 (新加坡)
大士（英語：Tuas），是位于新加坡西区的规划区。其四周分别为北部的西部集水区、东部的先驱和西部的柔佛海峡。
连接新加坡和马来西亚的马新第二通道的新加坡端位于大士。

## 词源
“大士”为的官方华文地名（取自闽南语音译），其名源自马来文，意指“拖起（渔网）”的动作；后来在去掉名词前缀的用法下，逐渐演变成一词，并衍生出“劈成两半”、“用杠杆抬起”或“支撑”等含义。
这种渔网用于早期一种白天捕鱼的方法：沿海居住的马来人将椰子叶和枝叶茂密的树枝摆在海水面上，任其随着潮汐而漂浮，同时在叶子或树枝下面悬挂一张大网；当越来越多的鱼群看到阴影并被吸引落网后，马来渔民便顺势把渔网拉起并拖上船只，既而取得渔获。

## 产业
大士远离市中心的主要居民区但临近正在建设的裕廊工业区，因此被选为发展工业的地区。大士有一些重工业，尽管不如裕廊岛上的那么多。新加坡的四个焚化炉中有两个坐落在大士，即大士焚化炉和大士南焚化炉。该地区还设有一家以棕榈油为原料的世界级可再生柴油厂，该厂已于2010年建成，产能在同类工厂中最大（每年80万吨）。
作为大士南扩展项目的一部分，大士将进行进一步的填海工程，以容纳世界上最大的石油储备。
另外，新加坡港务局将在2027年前放弃其所有的城市码头（City Terminals），并在2040年前放弃巴西班让码头（Pasir Panjang Terminal）。而大士超级港（Tuas Megaport）将在2040年建成，以容纳港务局所有的现有资产和运营项目。丹戎巴加碼頭（Tanjong Pagar terminal）已於2017年10月停止運營，標誌著新加坡結束自1819年以來的港口營運。

大士有许多廉价住宅，供在那里工作的人们使用。有些位于贲耐段（Benoi Sector），那里有就餐场所，而另一些位于先驱路（Pioneer Road）。
低层公寓通常以A到H块命名，通常楼高9到11层，提供水、电。

## 交通连接
2017年7月18日，地铁东西线大士西延段的4个地铁站开通。4个地铁站均为高架路段：
- EW30  卡尔圈
- EW31  大士弯
- EW32  大士西路
- EW33  大士连路[6]

### 引用
1. 1 2   (pdf). 新加坡国家文物局. 2015年  [2025-06-25] （英语）.
2. ↑  Savage, Victor R. . Brenda S. A. Yeoh. Singapore. 2013: 897. ISBN 978-981-4484-74-9. OCLC 868957283.
3. ↑  . Singapore Inforpedia. 新加坡国家图书馆局.   [2025-06-25] （英语）.
4. ↑  .   [2020-01-23]. （原始内容存档于2020-12-24）.
5. ↑  hermesauto. . The Straits Times. 2017-10-30  [2021-03-05]. （原始内容存档于2020-11-09）.
6. ↑  .   [2020-01-23]. （原始内容存档于2018-07-25）.

### 來源
- Victor R Savage, Brenda S A Yeoh (2003), Toponymics - A Study of Singapore Street Names, Eastern Universities Press, ISBN 981 210 205 1